# Manuel María Caballero (provins)

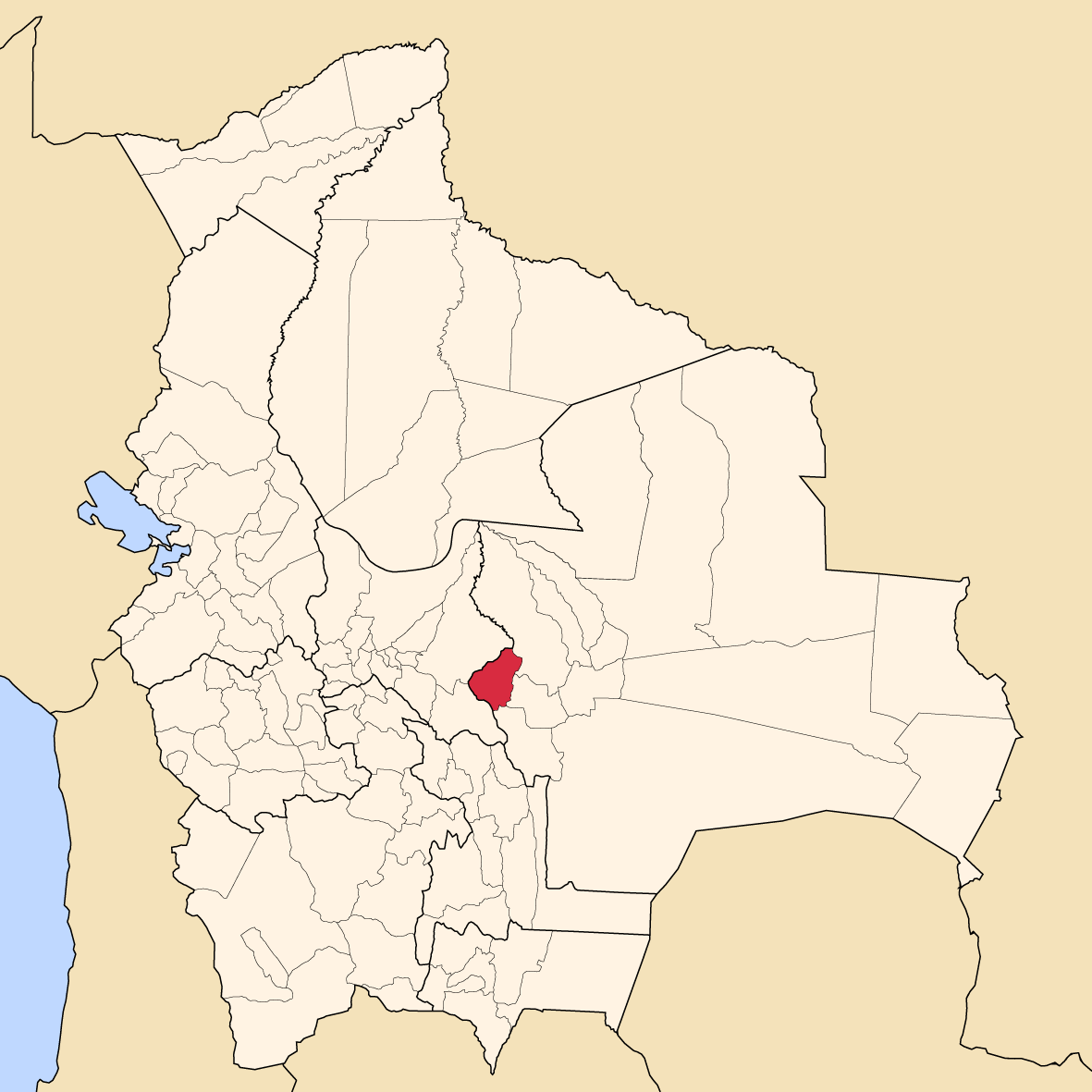
Provinsens läge i Bolivia

Manuel María Caballero är en provins i departementet Santa Cruz i Bolivia. Den administrativa huvudorten är Comarapa.